# Viola beckiana
Viola beckiana Fiala ex Beck – gatunek roślin z rodziny fiołkowatych (Violaceae). Występuje naturalnie w Bośni i Hercegowinie, Czarnogórze oraz Albanii. 

## Morfologia
PokrójBylina dorastająca do 12–20 cm wysokości, tworzy kłącza.
LiścieBlaszka liściowa ma równowąsko lancetowaty kształt. Mierzy 2,5–4,5 cm długości oraz 0,2–0,5 cm szerokości, jest piłkowana na brzegu, ma sercowatą nasadę i ostry wierzchołek. Ogonek liściowy jest nagi. Przylistki są od równowąskich do pierzastych.
KwiatyPojedyncze, wyrastające z kątów pędów. Mają działki kielicha o podługowato lancetowatym kształcie. Płatki są odwrotnie jajowate i mają żółtą lub fioletową barwę, płatek przedni jest wyposażony w zakrzywioną ostrogę o długości 3-4 mm.